# Werner Knab
Werner Knab (* 18. Dezember 1908 in Frankenthal (Pfalz); † 14. Februar 1945 bei Weißenfels) war ein deutscher Jurist, der während der NS-Zeit als Regierungsrat und SS-Führer bei der Gestapo und dem SD tätig war.

## Leben
Knab besuchte in seiner Heimatstadt die Realschule und wechselte danach an die Oberrealschule in Ludwigshafen am Rhein, wo er 1928 seine Schulzeit mit dem Abitur abschloss. Danach absolvierte er ein Studium der Rechts- und Staatswissenschaft in München, Berlin und London, das er 1931 mit dem ersten juristischen Staatsexamen abschloss. Die Münchener Rechtsfakultär nahm ihm ein Jahr später ein Staatsexamen im Fachgebiet „oekonomica publicae“ ab, das er mit „Magna cum laude“ absolvierte. Im Zuge seines Rechtsreferendariats promovierte er an der Universität München 1931 zum Dr. jur. und legte 1935 sein zweites juristisches Staatsexamen ab. Anschließend war er bei verschiedenen Gerichten als Referendar, zuletzt bei einem Rechtsanwalt in München tätig.
Noch während seiner Referendariatszeit war er nach der Machtübergabe an die Nationalsozialisten zum 1. Mai 1933 der NSDAP (Mitgliedsnummer 3.269.940) und Anfang Februar 1934 der SS beigetreten (SS-Nummer 191.584). Nach Studienende trat er im September 1935 in den Dienst der Bayerischen Politischen Polizei ein. Ab 1936 war er als Regierungsassessor bei der Staatspolizeileitstelle München angestellt und wurde im September 1938 zum Regierungsrat befördert. Danach wurde er stellvertretender Leiter der Staatspolizeileitstelle Breslau.
Nach Beginn des Zweiten Weltkrieges war er im Reichssicherheitshauptamt (RSHA) im Geheimen Staatspolizeiamt (Amt IV) tätig und Ende 1939 getarnt als Kulturattaché zur deutschen Gesandtschaft nach Oslo versetzt. Im Zuge der deutschen Besetzung Norwegens wurde Knab Ende April 1940 Leiter der Gestapo mit Dienstsitz Oslo und gehörte später dem Stab des Befehlshabers der Sicherheitspolizei und des SD (BdS) in Norwegen Walter Stahlecker an. In dieser Funktion leitete er während des Ausnahmezustandes in Oslo Verhaftungsaktionen und vertrat die Anklage bei Standgerichten. Auf Intervention des Reichskommissars für die besetzten norwegischen Gebiete Josef Terboven wurde Knab aufgrund der Beschuldigung, sich einmal feige verhalten zu haben, zur Rehabilitierung an die Ostfront versetzt. Unmittelbar danach wurde Knab Mitte Januar 1942 zum Leiter der Einsatzgruppe C in die Ukraine versetzt, die Massenmorde an Juden vornahm. Bald darauf leitete er unter dem BdS in Kiew die Gestapoabteilung.
Im Juni 1943 zum Oberregierungsrat ernannt und bei der SS bis zum SS-Obersturmbannführer aufgestiegen, wurde er am 23. Juni 1943 im deutsch besetzten Frankreich Kommandeur der Sicherheitspolizei und des SD (KdS) in Lyon. Nach der Landung der Alliierten in Frankreich wurden auf Befehl Knabs im Juli 1944 während des Vorgehens der Wehrmacht gegen die Résistancekämpfer der Partisanenrepublik Vercors Massaker an Zivilisten und Widerstandskämpfern durchgeführt. In einem riskanten Luftlandemanöver landeten unter Knabs Teilnahme Lastensegler bei Vassieux, und auf seinen Befehl hin erschossen die ihm unterstellten Einheiten Zivilisten und gefangene Widerstandskämpfer. Insgesamt wurden zwei Dörfer und mehrere Gehöfte niedergebrannt und insgesamt 639 Résistancekämpfer bei Kampfhandlungen oder nach Gefangennahme erschossen und 201 Zivilisten ermordet.
Nach der Befreiung Frankreichs durch die alliierten Truppen kehrte Knab im Oktober 1944 in das RSHA zurück und war hier im Amt VI tätig und für zwei Wochen zum Amt IV B 4 abgeordnet. Am 13. Januar 1945 wurde er mit dem Eisernen Kreuz I. Klasse ausgezeichnet. Während einer Fahrt auf der Autobahn Berlin-München wurde Knab am 14. Februar 1945 bei Weißenfels bei einem Tieffliegerangriff tödlich verletzt. Die wegen seiner in Frankreich begangenen Verbrechen in Deutschland und Frankreich eingeleiteten Strafverfahren wurden nach Bekanntwerden seines Todes eingestellt.

## Publikation
- Lebensfähigkeit der Papierwährung an Hand österreichischer Währungsgeschichte, 1933